# Машкареньяш (футболист)
Доми́нгуш Анто́ниу да Си́лва (порт. Domingos António da Silva; 28 апреля 1937, Ндалатандо — 25 августа 2015, Лиссабон), более известный как Машкареньяш (порт. Mascarenhas) — ангольский футболист, играл на позиции нападающего.

## Биография

### Игровая карьера
Родился в Португальской Анголе. Начал карьеру в лиссабонской «Бенфике», за которую сыграл только 2 матча. В 1959 году перешёл в «Баррейренсе», в составе которого отыграл три сезона и становился победителем Сегунда-лиги в 1960 и 1962 годах.
Главные его успехи были связаны с лиссабонским «Спортингом», с которым он выиграл Кубок обладателей кубков 1964 года. 13 ноября 1963 года в матче первого раунда с кипрским АПОЭЛом Машкареньяш забил 6 голов, что позволило «Спортингу» одержать крупную победу со счётом 16:1. Он установил рекорд по количеству голов, забитых одним футболистом в еврокубковом матче. Всего во всех турнирах сыграл за «львов» 107 матчей и забил 80 голов.
В 1965 году покинул «Спортинг» и играл за «Баррейренсе», «Фабрил» и «Риопеле». Его последним клубом в карьере стала «Пасуш де Феррейра», в которой Машкареньяш завершил карьеру в 1975 году в возрасте 38 лет.

### Смерть
Скончался 25 августа 2015 года в Лиссабоне в возрасте 78 лет

## Достижения
«Спортинг»
- Обладатель Кубка Португалии (1): 1962/63
- Кубок обладателей кубков УЕФА (1): 1964